# Pseudobrachioppiella ramosa
Pseudobrachioppiella ramosa är en kvalsterart som beskrevs av Tseng 1982. Pseudobrachioppiella ramosa ingår i släktet Pseudobrachioppiella och familjen Oppiidae. Inga underarter finns listade i Catalogue of Life.